# Омбутрикс
Омбутрикс (фр. Ambutrix) насеље је и општина у источној Француској у региону Рона-Алпи, у департману Ен (Рона-Алпи) која припада префектури Belley.
По подацима из 2011. године у општини је живело 734 становника, а густина насељености је износила 140,61 становника/km². Општина се простире на површини од 5,22 km². Налази се на средњој надморској висини од 254 метара (максималној 370 m, а минималној 237 m).

## Демографија
| 1962. | 1968. | 1975. | 1982. | 1990. | 1999. | 2011. |
| ----- | ----- | ----- | ----- | ----- | ----- | ----- |
| 293   | 327   | 353   | 405   | 595   | 586   | 734   |

График промене броја становника у току последњих година